# 몰랄 농도
몰랄 농도(영어: molality) b(또는 m)은 용매 1 kg 당 용질의 양(몰수)을 말한다. (용액의 질량이 기준이 아니다.) 온도에 따라 부피가 변하면 몰농도는 변하므로 측정에 어려움이 있어 어는점 내림이나 끓는점 오름 측정할 때 사용한다.

## 같이 보기
- 몰 농도
- 용액의 총괄성